# Józefa i Józef Dmoch
Uzasadnienie:  Patrz Dyskusja_wikipedysty:Foks17#Sugestia_scalenia
Józefa Dmoch (ur. 1898, zm. 15 lipca 1943) i Józef Dmoch (ur. 1896, zm. 15 lipca 1943) – polscy rolnicy, straceni za pomaganie Żydom podczas II wojny światowej. 

## Życiorys
Józef Dmoch wraz z żoną Józefą i siódemką dzieci (jedno przedwcześnie zmarło) mieszkał we wsi Helenów na Mazowszu. Rodzina utrzymywała się z niewielkiego gospodarstwa. Józef nadto zajmował się rymarstwem. Wraz z synem Janem grał w orkiestrze dętej w okolicznym kościele.
Do wybuchu wojny rodzina Dmochów miała regularne kontakty z członkami lokalnej społeczności żydowskiej, ponieważ często sprzedawali swoje produkty na targu w Stanisławowie.
Po wprowadzeniu niemieckiej okupacji w 1939 w gminie Ręczaje, do której należała wtedy wieś Helenów, aktywny był ruch oporu. Zaangażowany weń był także najstarszy syn Dmochów – Jan. Z kolei w samym Stanisławowie utworzono getto. Po jego likwidacji, części Żydom udało się zbiec. Dmochowie ukryli w swoim gospodarstwie około dziesięciorga Żydów. Żydzi za dnia przebywali w kryjówce w oborze, powyżej miejsca, gdzie znajdowały się zwierzęta. Wychodzili jedynie, kiedy było ciemno.
W lipcu 1943 kryjówka została odkryta przez niemiecką ekspedycję. Część Żydów zastrzelono podczas próby ucieczki z obory. Sześciu udało się zbiec. Dzieci Dmochów wydostały się przez okna i ukryły się w lesie oraz w zbożu. Niemcy wtargnęli do gospodarstwa i przeszukali je. Małżeństwo Dmochów przewieziono do siedziby Gestapo w Radzyminie. Po drodze aresztowano także podsołtysa Jana Kowalskiego i jego żonę Ludwikę za to, że nie poinformowali o tym, że Dmochowie ukrywają Żydów.
Schwytanych Żydów zastrzelono bez sądu. Małżeństwa Dmochów i Kowalskich poddano przesłuchaniom i torturom. Po kilku dniach Dmochów oraz Jana Kowalskiego skazano na karę śmierci przez rozstrzelanie. Wyrok wykonano 15 lipca 1943. Ich ciała zakopano we wspólnym grobie w lesie pod Radzyminem. Ludwikę Kowalską, dzięki wstawiennictwu Józefy Dmoch, zwolniono z aresztu.

## Upamiętnienie
14 czerwca 2022 w Poświętnem z inicjatywy Instytutu Pileckiego uroczyście odsłonięto tablicę upamiętniającą małżeństwo Dmochów oraz Jana Kowalskiego w ramach projektu Zawołani po imieniu. W wydarzeniu uczestniczyli między innymi wnuk Jana Kowalskiego – Wojciech Kowalski oraz wnuczka Józefa i Józefy Dmochów – Grażyna Prostko.